# Eden Natan-Zada
Eden Natan-Zada (* 9. Juli 1986; † 4. August 2005 in Schefar’am) war ein israelischer Siedler und Terrorist, der am 4. August 2005 in einem Bus in Schefar’am vier arabische Israelis ermordete und 24 weitere Insassen verletzte. Er wurde von Passagieren des Busses und Passanten überwältigt und zu Tode geprügelt.

## Früheres Leben
Natan-Zadas Eltern beschrieben ihren Sohn als einen intelligenten und fleißigen Schüler, bevor er sich dem Kahanismus zuwandte.
Er war erst kurz vor der Tat streng religiös geworden. Er begann damit, seine Wochenenden in der Kach-Hochburg Kfar Tapuach, einer israelischen Siedlung im Westjordanland, zu verbringen, wo er sich wohl auch vor der israelischen Militärpolizei versteckte, nachdem er als Wehrpflichtiger aus den Israelischen Streitkräften desertierte.
In einem Brief legte Natan-Zada seine Motive offen und gab an, dass er nicht mehr in der Armee dienen könne, da dies eine Organisation sei, die Juden vertreibe. Gemeint war damit Ministerpräsident Ariel Scharons Plan zur Räumung Gazas und einiger Westbank-Siedlungen.
Natan-Zadas Mutter behauptete später, sie habe ihren Sohn „angebettelt“ seine Waffe zurückzugeben, die er bei seiner Fahnenflucht zusammen mit der Uniform mitgenommen hatte.

## Tathergang
Natan-Zada betrat am 4. August 2005 den Egged-Bus in Richtung Schefar’am. Er trug sein M16-Sturmgewehr, Uniform, Jarmulke, Schläfenlocken und das orange Bändchen der Räumungs-Gegner. Kurz nachdem der Bus Schefar’am erreicht hatte, erschoss er den Busfahrer und feuerte sodann auf die Passagiere. Er tötete dabei zwei direkt, eines der Opfer erlag später den Schussverletzungen. Natan-Zada wurde von Passanten und Passagieren überwältigt und war bei Eintreffen der Polizei noch am Leben. Die israelischen Polizeikräfte konnten die aufgebrachte Menge nicht davon abhalten, ihn zu lynchen.
Die vier Opfer waren die muslimischen Schwestern Hazar Turki und Dina Turki und zwei christliche Männer: Der Busfahrer Michel Bahus und Nader Hayek. Am Tag nach dem Anschlag nahmen 40.000 Menschen an deren Beerdigungen teil.

## Reaktionen
Obwohl keine Gruppe sich zur Tat bekannte und ein Vertreter der radikalen Siedlerbewegung jegliche Beteiligung bestritt, wurde vermutet, dass der Anschlag ein Versuch war, Scharons Räumungs-Plan zu torpedieren.
Scharon selbst verurteilte den Anschlag als eine „Tat eines blutdürstigen jüdischen Terroristen“. Vize-Premier Schimon Peres und Innenminister Ophir Pines-Paz besuchten die Angehörigen der Opfer.

## Opferentschädigung
Da das israelische Opferentschädigungsgesetz darauf abstellte, dass der Täter einer „feindlich gegen Israel“ gerichteten Organisation angehörte, entschied der israelische Verteidigungsminister Schaul Mofaz zunächst, dass den Hinterbliebenen der Opfer kein Anspruch auf staatliche Entschädigung zustehe.
Vertreter der arabischen Bevölkerung Israels verurteilten dies, das Knesset-Mitglied Mohammad Barakeh bezeichnete die Entscheidung als rassistisch, da sie zwischen arabischen und jüdischen Terroristen unterscheide. Auf Veranlassung von Ministerpräsident Scharon wurde am 19. Juli 2006 das Gesetz so geändert, dass alle Opfer von Terrorakten gleichbehandelt werden. Als Ergebnis dieser Änderung wurden die Familien der Opfer entschädigt.

## Beerdigung
Natan-Zadas Beerdigung wurde zum Politikum, da sich einige Gemeinden weigerten, ihn bei sich beerdigen zu lassen. An seiner Beerdigung nahmen hunderte Israelis teil. Drei von ihnen, Efraim Hershkovits, der Führer der „neuen Kach“, der Sohn des ehemaligen Kach-Aktivisten Tiran Pollack, Gilad Pollack und Saadia Herskof wurden dabei festgenommen.

## Verfahren gegen Beteiligte am Lynch
Einige Monate nach der Tat wurden 12 Bewohner des Ortes anhand von Bildmaterial und Zeugenaussagen identifiziert und wegen der Lynchjustiz belangt. Fünf Männer wurden wegen Behinderung der Exekutive angeklagt und im Rahmen eines Vergleiches zu Sozialarbeit verurteilt. Die anderen Sieben wurden wegen Mordversuchs angeklagt, aber bis heute noch nicht verurteilt. Sie ließen sich nicht auf einen Handel mit der Staatsanwaltschaft ein und erklärten sich für unschuldig. Bei einer Verhandlung im Februar 2013 in Haifa kam es zu Protesten mit Verhaftungen, in denen den Behörden vorgeworfen wurde, die arabischen Opfer zu verfolgen, statt die Hintermänner des Anschlages zu suchen.

## Weitere Erkenntnisse
2010 erhärtete sich der Verdacht, dass israelische Regierungsbehörden bereits vorher von Natan-Zadas Plänen Kenntnis gehabt haben.